# 小行星1548
小行星1548（1548 Palomaa）是一颗围绕太阳公转的小行星。1935年3月26日，爾約·維薩拉在图尔库发现了此天体。
該小行星以芬蘭化學家馬蒂·赫曼·帕洛瑪（Matti Herman Palomaa）命名。
这颗小行星的绝对星等为87.29977等。